# Тхал
Тхал (на урду: صحراےَ تھل) е пустиня в провинция Пенджаб, Пакистан. Разположена близо до платото Потохар, районът попада в индо-малайската биогеографска област и се простира на дължина от приблизително 310 км с максимална ширина от 119 км. Обграден е от подножието на Солената планина на север, равнината на река Инд на запад и низините на реки Джелам и Чанаб на изток. Това е субтропична пясъчна пустиня, която географски прилича на пустините Холистан и Тар.
Регионът се характеризира с пясъчни дюни, склонни към масивно преместване и търкаляне, както и оскъдни валежи, големи денонощни колебания на температурата и висока скорост на вятъра. Сухият климат е често срещана характеристика и многогодишните тревисти растения съставляват голяма част от растителността.
Селското стопанство и животновъдството са основните източници на препитание за населението, което живее в малки разпръснати селища из пустинята.

## География
Надморската височина на пустинята Тхал е приблизително 200 м в северната ѝ част, като постепенно намалява до около 120 м на юг. Основните градове в региона, в които се наблюдава най-активна човешка дейност, включват Рода Тхал, Манкера, Хайдерабад Тхал, Дулевала, Пиплан, Кундиян, Чоук Азам, Сарайе Мухаджир, Мехмуд Шахид Тхал, Ранг Пур, Джандан Уала, Мари Шах Сакхира, Нур Пур Тхал, Дадувлала Тхал, Катимар Тхал, Шах Хюсеин Тхал и Музафар Гарх.
Пустинята до голяма степен се състои от хребети от пясъчни дюни и хълмисти пясъчни равнини, които се редуват с тесни долини с по-плоска и подходяща за земеделие земя. Тези пясъчни дюни са забележителна характеристика на района и се състоят от наноси, преработени от вятъра и донесени от река Инд. Те обикновено достигат височина от около 175 м и покриват 50-60% от пустинята Тхал.
Районът също е покрит от кватернерни речни и еолови отлагания с височина над 350 м в южните райони и още по-високи в централната част на пустинята.

## Климат
Пустинята Тхал е субтропичен пясъчен регион със сурови климатични условия, които са склонни към температурни крайности. В приблизително 50% от региона климатичните условия са свръхсухи (годишни валежи под 200 мм), а в останалата половина климатът е полусух (годишни валежи между 200 и 500 мм). Пустинята се характеризира и със силни ветрове през цялата година, които могат да причинят сериозна ветрова ерозия и щети на местните култури.

## Флора и фауна
Растителността на пустинята Тхал се състои предимно от треви и острици, които най-често се използват като фураж от местното население. Срещат се и бодливи храсти, както и многогодишни треви, издържащи на суша.
Единствените дървета, които растат в пустинята, включват видове от родовете Khagal, Shareen, акация, Beri и <i id="mwww">Karir</i>. Някои билки също се появяват сезонно и отделят семената си преди настъпването на лятото, когато климатичните условия стават по-неблагоприятни в пустинята.
Животновъдството играе важна роля за поминъка на хората в региона, като служи като относително сигурен източник на доходи в сравнение с непредсказуемите добиви на културите. Средният размер на стадото е 17 стандартни единици и обикновено се състои от кози, овце, говеда, биволи, камили, магарета и мулета.
Естествената дива природа на пустинята, включително елени, чакали, папагали и кълвачи, претърпява драстичен спад от 70-те години на миналия век, като сегашният им брой е близо до изчезване. Местообитанията на обикновената (пустинна) червена лисица, средиземноморското прилепчел, чинкарата, индийския заек, <i>Felis silvestris ornata</i> и <i>Gerbillus gleadowi</i> също са значително намалели през последния век. 
Пустинята е дом както на местни, така и на мигриращи видове. Смята се, че резерватът Тхал е домакин на над 2,5 милиона птици от 55 различни вида. Птичите популации достигат своя пик през декември – януари поради увеличаване на популацията на мигриращи и гостуващи през зимата видове.  След средата на зимата общата популация започва да намалява и достига своя минимум между май и юни. Мигриращите птици включват сокол скитник, обикновен пъдпъдък, полска чучулига, розов скорец, жълта стърчиопашка и пустинно коприварче. Тези видове се размножават в Западен Сибир и мигрират към Пакистан през зимата. Общата гъстота на видовете местни птици е по-висока, като най-разпространените видове са арабската тимелия и сивата сврачка.

## История

### Канал Тхал
Историята на проекта за канал Тхал датира от 1873 г., когато е замислен за първи път за междуречието Тхал. Предложението за напояване на този район с вода от река Инд е многократно повдигано за обсъждане през 1919, 1921, 1924, 1925, 1936 и през 1949 г. Проектът е отлаган многократно поради аргумента, че ще навреди сериозно на водоснабдяването в долното поречие на реката.
На 16 август 2001 г. пакистанският президент Первез Мушараф открива проекта Голям канал Тхал (GTC) на стойност 30 милиарда рупии. Втората фаза на проекта, разклонението Чубара, стартира през 2020 г. То ще доведе до напояване на около 300 000 акра пустинна земя.

### Заселване на пустинята Тхал
Разделянето на Индийския субконтинент през 1947 г. води до миграцията на над 15 милиона души и създава проблем с бежанците за тогавашното правителство. Проектът по заселване на пустинята Тхал възниква като решение на този проблем с планове за установяване на определен брой бежанци в слабо населената пустиня. През юли 1949 г. правителството на Пенджаб приема закон за учредяването на публична корпорация, Thal Development Authority (TDA), която започва дейност на следващата година през 1950 г.
По време на съществуването си TDA инициира редица проекти, включително Схема за развъждане на овце през 1952 г., Схема за открити търгове през 1954 г. и Схема за безвъзмездни помощи за селяни от 1955 г. Схемата за безвъзмездни помощи за селяни е насочена към бежанци и мигранти от Индия и предлага стимул от 15 акра за заселване в пустинята Тхал при редица различни условия, едно от които изисква земята да се използва само за селскостопански цели.
Над 110 села са създадени от TDA, което позволява заселването на над 31 377 семейства на бежанци и мигранти в пустинята Тхал. Осигурени са съоръжения като училища и пощенски станции заедно с изграждането на селски къщи, колиби и навеси за добитък. TDA е разпусната през 1969 г. от правителството на Пенджаб.
Развитието на региона с проекта за канал, заселването на хора и рекултивацията на земя за земеделски цели обаче променя екологията на района. Пасищата намаляват, както ибиоразнообразието на района.